# Terremoto e maremoto di Sulawesi del 2018
Il terremoto e maremoto di Sulawesi del 2018 è stata una catastrofe sismica occorsa in Indonesia alle ore 18:02:44 UTC+8 (10:02:44 UTC) del 28 settembre 2018.
La scossa, di magnitudo 7.5, ha avuto il suo epicentro nella zona centrale dell'isola, precisamente nella reggenza di Donggala, ad una profondità di 20 km. Il sisma ha devastato l'intera fascia centrale dell'isola, colpendo molte reggenze quali Sigi, Parigi Moutong, Poso e in particolar modo la cittadina di Palu, colpita anche dal conseguente maremoto provocato dal terremoto. Hanno seguito la scossa inoltre movimenti di liquefazione del suolo, evento abbastanza raro per dei terremoti di questa intensità. Nel disastro hanno perso la vita più di 4.300 persone, circa 200.000 sono stati gli sfollati mentre 667 persone risultano disperse dal passaggio del terremoto e/o dello tsunami.

## Il terremoto

Mappa di Sulawesi con i terremoti di maggiore intensità nel 2018

Il sisma è stato preceduto da una sequenza di terremoti che hanno avuto inizio circa tre ore prima con un evento 6.1, seguito da molti altri, tutti localizzati nell'area immediatamente a sud dell'epicentro. 
Il primo evento si è verificato il 28 settembre 2018 alle 15:00 UTC+8: il terremoto ha colpito a una profondità di 10 km con una magnitudo di 5,9. L'USGS ha registrato la dimensione del sisma come 6,1 con epicentro Donggala. Almeno una persona è stata uccisa da detriti caduti mentre altre 10 sono rimaste ferite. Le autorità hanno confermato che molte strutture sono state danneggiate o distrutte durante il terremoto.
Il terremoto principale si è invece verificato alle 18:02:44: la scossa è stata avvertita dal Kalimantan Orientale fino a Makassar e addirittura fino in Malaysia. Numerosi blackout si sono verificati in tutta l'area e le telecomunicazioni sono presto diventate non usufruibili, non a caso Telkomsel, di proprietà statale, ha riferito che oltre 500 torri di comunicazione wireless erano state danneggiate dal terremoto.
Il terremoto si è verificato durante il 40º anniversario della fondazione della città di Palu. Per commemorare l'anniversario, il governo di Palu ogni anno organizza un festival, chiamato Palu Nomoni Festival. Era sostenuto dal governo, con partenza dal Wina Hotel e termine a Talise Beach, per quasi 3,8 chilometri sulla costa della città. Centinaia di persone si erano radunate sulla spiaggia. I proprietari degli hotel comunicarono inoltre che il numero di ospiti era aumentato significativamente a causa del festival.
La magnitudo fu inizialmente riportata come 7.7 sia da USGS che da BMKG. Successivamente, l'USGS ha rivisto la stima, posizionandola a 7.5. Il meccanismo focale del terremoto ha dimostrato che è stato causato da un'incurvatura sulle faglie che tendono a nord-sud o ovest-est. Un'ulteriore analisi sulle forme delle onde sismiche suggerisce che una tendenza di faglia nord-sud fornisce una migliore corrispondenza. Il terremoto è stato causato dal movimento sulla faglia di Palu-Koro, coinvolgendo circa 150 km.
Le autorità indonesiane hanno confermato che nessuno è stato in grado di contattare una sola persona da Donggala, la città più vicina all'epicentro. A partire dal 1º ottobre, i contatti erano ancora ostacolati dalle linee di telecomunicazione abbattute.
Il sisma è stato seguito da una serie di scosse di assestamento, delle quali 14 di magnitudo superiore a 5.0 nelle prime 24 ore. Da allora, un totale di 150 scosse di assestamento hanno colpito la regione.

### Intensità
Il terremoto è stato sentito su una vasta area, è stato infatti avvertito a Samarinda, Makassar e Tawau. L'avvertimento più forte è stato nella Reggenza di Donggala, dove è stata registrata un'intensità massima di X (violenta). L'intensità massima a Palu, era tra VIII e IX (grave). Secondo l'agenzia indonesiana per la valutazione e l'applicazione della tecnologia (BPPT), l'energia rilasciata dal sisma è stata 200 volte quella rilasciata nel bombardamento nucleare di Hiroshima del 1945.

## Il maremoto
Alle 18:07 WITA sono stati diramati gli allarmi tsunami a Palu e Donggala e gli avvertimenti sono stati inviati via SMS dal Ministero dell'Informazione e della Comunicazione indonesiano.  Agli abitanti di Donggala fu detto sarebbero arrivati tsunami con altezze comprese tra 0,5 e 3 metri, mentre agli abitanti di Palu fu detto di aspettarsi maremoti con altezze inferiori a 0,5 metri. Lo tsunami, tuttavia, ha colpito più del previsto. I residenti di Palu hanno riferito di aver visto onde con altezze superiori a 2 metri, mentre molti altri hanno affermato che le onde sono riuscite a raggiungere il secondo piano di molte abitazioni. 
I funzionari indonesiani hanno calcolato il tempo stimato di arrivo dello tsunami a Palu circa 20 minuti dopo il terremoto. Intorno alle 18:27 WITA, l'agenzia meteorologica indonesiana (BMKG) di Mamuju ha rilevato l'arrivo del maremoto. Tuttavia a causa della difficoltà nelle comunicazioni e delle preoccupazioni circa i primi rilevamenti sui danni del sisma l'allarme è stato più volte revocato con tempi non chiari e per questo l'agenzia è stata oggetto di critiche sui social media. 
Anche se i funzionari hanno inviato avvertimenti tramite telefoni e televisioni, gli allarmi tsunami non sono stati attivati correttamente. Il Festival Palu Nomoni di Talise Beach nel frattempo era continuato dopo il sisma e la maggior parte dei partecipanti al festival non si è resa conto della possibilità dell'arrivo di uno tsunami. Testimoni oculari hanno anche affermato che alcune persone stavano ancora camminando sulla spiaggia quando sono arrivate le prime onde anomale. Si stima che centinaia di persone siano state colte alla sprovvista e spazzate via dalle onde. 
L'agenzia indonesiana di meteorologia, climatologia e geofisica (BMKG) ha poi ammesso che i rilevatori di tsunami a Palu sono stati danneggiati dal terremoto poiché vari esami hanno rivelato che nessuno dei rivelatori era in grado di inviare segnali per avvisare i residenti. 
Mentre Palu si trovava all'estremità di una stretta baia, la forza dello tsunami si intensificò di parecchio quando le acque entrarono. Funzionari stati hanno confermato che le onde che hanno colpito Palu avevano effettivamente raggiunto un'altezza di 5 metri, con un massimo di 6 metri. 
Lo tsunami ha colto di sorpresa i geologi. Poiché il terremoto è stato un terremoto da faglia, ci si aspettava che lo tsunami fosse ad un'altezza relativamente bassa, di circa 2 metri. Durante un terremoto di questo tipo, i movimenti delle croste erano in gran parte in movimento orizzontale mentre la maggior parte degli tsunami si verificava in terremoti con movimento verticale. Una spiegazione è che il terremoto ha innescato frane sottomarine, causando lo tsunami. 

## Danni e vittime

### Danni strutturali

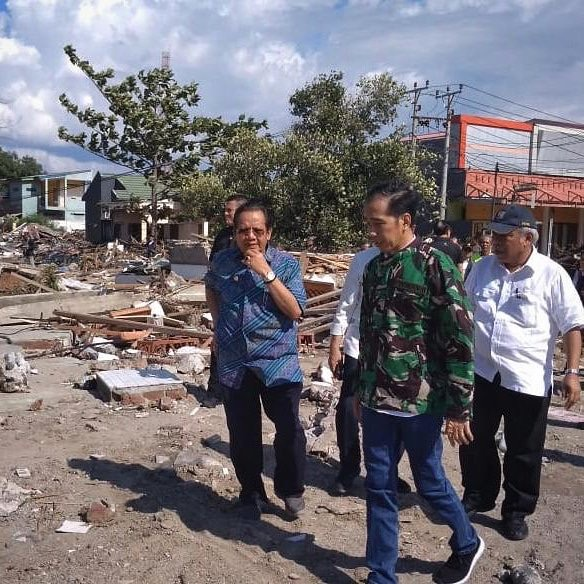
Il presidente Joko Widodo visita le zone disastrate dal sisma

Oltre 70.000 case sono state danneggiate, costringendo decine di migliaia di persone a vivere in rifugi e tende. A Palu una moschea e una sezione importante dell'Ospedale di Antapura crollarono. Il Palu's Tatura Mall, uno dei più antichi centri commerciali di Palu, è crollato, intrappolando decine di persone sotto le macerie. Un hotel di otto piani, l'Hotel Roa-Roa, è collassato anch'esso, seppellendo numerosi ospiti, molti dei quali erano partecipanti al festival sulle spiagge di Palu. Al momento del terremoto, 76 delle 80 camere dell'hotel erano occupate. 
L'aeroporto di Palu fu costretto a chiudere perché sulla pista si erano formate crepe di grandi dimensioni, una delle quali lunga 500 metri. I funzionari dell'aeroporto hanno confermato che il sistema di navigazione era stato danneggiato e la torre di controllo dell'aeroporto avea ceduto. Un controllore del traffico aereo, che stava osservando il lancio del decollo di un aereo di Batik Air durante il terremoto, rimase ucciso. I danni strutturali maggiori sono stati segnalati anche nell'aeroporto, con il tetto del terminal che ha ceduto. L'aeroporto è stato riaperto per operazioni limitate il 29 settembre 2018. A causa dei danni nello scalo, centinaia di passeggeri sono rimasti bloccati e gli è stato detto di aspettare nel piazzale dell'aeroporto. Le operazioni normali sono tornate in servizio il 30 settembre. 
Le autorità hanno confermato che numerosi insediamenti e aree resideniali, tra cui più di mille case, sono stati distrutti dal terremoto e dallo tsunami.  Lo tsunami causò anche gravi danni ai porti di Palu. Nel porto di Pantoloan, una gru di banchina è crollata ed è stata spazzata dallo tsunami. Nel porto di Wani, dove il maremoto ha raggiunto il suo picco (circa 15 metri) sono stati segnalati danni strutturali, mentre il porto di Ogoamas si è spostato di 3 cm verso destra a causa del terremoto. La IAIN Datokarama Palu, un'università di Palu, fu seriamente danneggiata dallo tsunami. 
I funzionari hanno confermato che un ponte importante di Palu, il Ponte di Kuning (Jembatan Palu IV), che fu anche il primo ponte ad arco in Indonesia, era stato distrutto dal terremoto e dal conseguente maremoto. Le strade da e per la città, che la collegavano a Makassar e Poso, furono gravemente danneggiate. C'erano anche segnalazioni di frane . 
La comunicazione alla zona colpita è stata gravemente ostacolata, con il presidente Joko Widodo che inizialmente non era in grado di contattare il governatore Longki Djanggola. Il ministero della Comunicazione ha annunciato che 1.678 stazioni base ricetrasmettitore nelle Sulawesi centrali sono state danneggiate dal terremoto. Gli ospedali locali sono stati danneggiati, con il direttore dell'Ospedale Palu Undata che ha deciso di curare le vittime fuori dall'ospedale e ha lanciato un appello pubblico per tende, medicine, tele e infermieri. Un direttore di un carcere di Palu riferì che più della metà dei suoi 560 detenuti fuggivano in preda al panico mentre i muri della prigione crollavano. 
Una valutazione fatta dal Ministero dell'Istruzione e della Cultura ha mostrato che quasi 3.000 scuole sono state danneggiate dal terremoto e dallo tsunami e più di 100.000 studenti e 20.000 insegnanti sono stati coinvolti. Il ministro dell'Istruzione e della cultura Muhadjir Effendi ha dichiarato che sarebbe necessario un periodo minimo di 1 anno per ricostruire e riparare le scuole danneggiate nelle aree colpite. 
Subito dopo il terremoto, i detenuti nel penitenziario di Donggala hanno incendiato la prigione mentre chiedevano di essere raggiunti dalle loro famiglie. Almeno 100 prigionieri sono riusciti a fuggire. Secondo quanto riferito, la prigione ha subito gravi danni. 
Il ministro dell'Agricoltura Amran Sulaiman ha dichiarato che il terremoto, lo tsunami e la successiva liquefazione del suolo hanno danneggiato 9.718 ettari di colture in tutta Palu, Sigi e Donggala, costando danni per 36 miliardi di rupie.

### Liquefazione del suolo
Molte aree delle Sulawesi centrali sono state colpite da importanti flussi di fango a causa della liquefazione del terreno. Le aree più colpite sono state il sottodistretto di Petobo nel sud di Palu e il villaggio di Balaroa, appena fuori città, entrambe situate a una certa distanza dalla costa. 
A Petobo sono stati uccisi almeno 34 studenti indonesiani in un campo biblico, ma si sospetta che molti altri siano morti. Nella maggior parte dei distretti 744 case sono state distrutte e finora sono stati recuperati 200 cadaveri. I sopravvissuti al flusso di fango a Petobo dichiararono che non appena il terremoto colpì, un fango alto 2 metri uscì da terra. I sopravvissuti hanno anche ricordato che il terreno si trasformava immediatamente in sostanza liquida. Centinaia di case affondarono nel terreno e centinaia di persone affogarono nel fango. Dei 13.000 abitanti di Petobo, si pensa che 6000 siano stati sepolti dalle sabbie. Il consiglio nazionale indonesiano per la gestione dei disastri ha annunciato che 2.050 case sono state distrutte a Petobo e un'area di 180 ettari è stata spostata dalla liquefazione. 

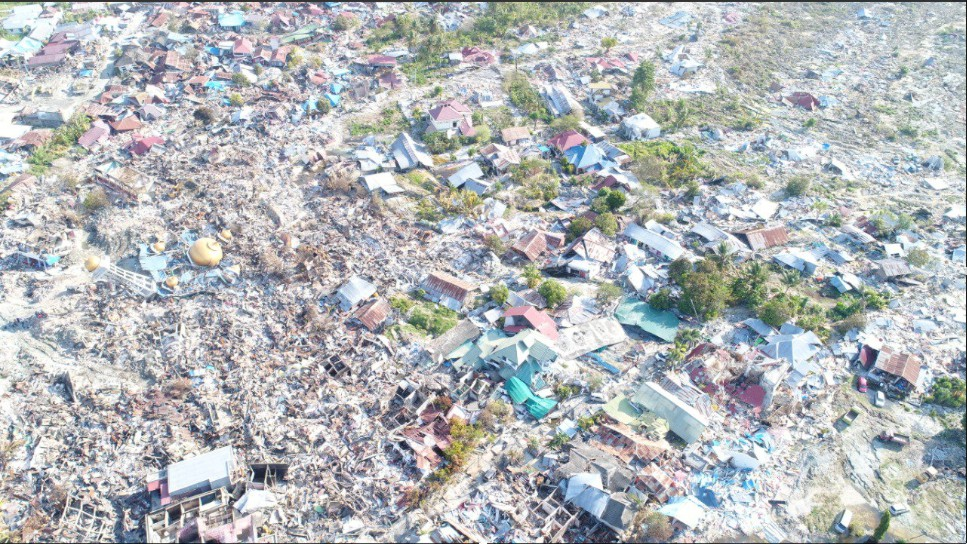
Balaroa rasa al suolo dal terremoto e dalla liquefazione del suolo

Balaroa quasi scomparve quando il terreno crollò, con la maggior parte delle 1.747 case del villaggio che affondò nel fango. Dei 2.000 abitanti, 600 sono morti, mentre più di mille sono ancora dispersi. La liquefazione avrebbe spostato una superficie di 47,8 ettari. Diversi luoghi sono stati spostati a nord, mentre molti altri sono stati spostati a ovest e sud-ovest. 
I maggiori danni sono avvenuti presso la reggenza di Sigi, che si trovava a sud di Palu. Numerosi testimoni oculari dichiararono che la quantità totale di liquido rilasciato dal suolo era così immensa che edifici e strutture furono spazzati via. C'erano anche notizie che un intero villaggio era sparito. La liquefazione spostò un'area di 202 ettari. 
A Sigi, il villaggio di Jono Oge è stato spostato a 3 km dalla sua posizione iniziale. Il villaggio è stato sostituito da campi di mais, che sono stati spostati anche dalla montagna nel nord del paese. Secondo quanto riferito, la liquefazione è riuscita a spostare la torre elettrica aerea nella zona a diverse centinaia di metri dalla sua posizione iniziale. A Palu, centinaia di case "si schiantarono l'una contro l'altra" quando avvenne la liquefazione, con alcune spostate a nord e alcune spostate a sud-ovest. Anche le strade sono state distorte a causa della liquefazione. Simile la situazione a Balaroa, dove le case si schiantarono l'una contro l'altra.
L'11 ottobre il governo indonesiano ha deciso di interrompere le operazioni di ricerca e salvataggio a Petobo, Balaroa e Jono Oge. Il governatore delle Sulawesi centrali Longki Djanggola ha dichiarato che non appena la situazione si stabilizzerà nella zona verrà costruito un parco commemorativo a Petobo, Balaroa e Jono Oge per commemorare le migliaia di vittime che sono state uccise nel disastro.

### Vittime
Si stima che almeno 4340 persone siano morte a causa del sisma e oltre 10.000 persone sono rimaste ferite, di cui 4.612 sono state gravemente ferite. 

#### Palu
Il primo posto che è stato colpito dallo tsunami è stata la spiaggia dove era in corso il Festival Palu Nomoni. La maggior parte dei partecipanti fu in seguito recuperata morta dalla spiaggia e dal mare. Molti altri sono rimasti feriti.
I residenti locali hanno dichiarato che molti corpi sono stati allineati e posati sul lato delle strade e molti sono stati trovati anche sulla battigia. Il vice presidente indonesiano Jusuf Kalla ha annunciato il giorno dopo il disastro che il bilancio delle vittime salirà probabilmente a più di mille, ha aggiunto che ha basato le sue dichiarazioni sulla sua esperienza passata durante il terremoto e maremoto dell'Oceano Indiano del 2004.
Il 30 settembre 2018, funzionari dell'agenzia nazionale di ricerca e salvataggio indonesiana hanno riferito che almeno 100 persone sono rimaste intrappolate all'interno del Tatura Mall, il più vecchio e il più grande centro commerciale di Palu.  Altre 50-60 persone erano ancora intrappolate tra le macerie del Roa-Roa Hotel di 8 piani. Molti funzionari hanno ammesso che la mancanza di attrezzature pesanti ha ostacolato lo sforzo di ricerca e soccorso. 
Le autorità indonesiane hanno dichiarato che almeno 200 sopravvissuti a Palu saranno evacuati con un Hercules C-130 a Makassar, alcuni per ulteriori trattamenti medici.  Secondo i funzionari, circa 17.000 persone a Palu erano state costrette a fuggire dal terremoto e dallo tsunami. Il capo del centro nazionale per la gestione dei dati, l'informazione e le pubbliche relazioni del consiglio nazionale indonesiano per la gestione dei disastri, Sutopo Purwo Nugroho, ha dichiarato che circa 2,4 milioni di persone sono state colpite dal terremoto e dallo tsunami. 
Temendo che le malattie potessero diffondersi, il governo indonesiano decise di seppellire coloro che non erano stati identificati in fosse comuni. Il governo indonesiano aveva realizzato almeno una fossa comune di 1.000 metri quadrati che potrebbe contenere fino a 1.000 corpi. Il governo indonesiano ha poi aggiunto che probabilmente ne avrebbero fatta un'altra, visto che migliaia di persone erano morte nel capoluogo di provincia. Il 1º ottobre, almeno 53 corpi sono stati sepolti in un'altra fossa comune a Palu. 

#### Donggala
Dal 28 al 29 settembre, le vittime di Donggala non furono prese in considerazione a causa dell'accesso limitato e delle linee di comunicazione interrotte. Nei giorni successivi arrivarono in città i soccorritori. Donggala è stata pesantemente colpita dallo tsunami, con il distretto di Banawa che è il più colpito. Quasi tutte le case costiere sono state distrutte dalle onde, che a quanto si dice aveva colpito Donggala ad un'altezza di oltre 7 metri. Le autorità hanno dichiarato che oltre 150 persone a Donggala sono state uccise dal disastro. 

#### Sigi
Il Consiglio nazionale indonesiano per la gestione dei disastri ha dichiarato che la reggenza di Sigi era tra quelle con il maggior numero di vittime: alcuni rapporti rivelarono che "decine di persone" furono uccise dal terremoto, compresi i 34 studenti di un campo biblico che morirono dopo essere stati colpiti da un flusso di fango. Ci sono state anche segnalazioni di "massiccia liquefazione" che ha portato a spazzare via numerose case. I funzionari hanno anche riferito che diverse scosse di assestamento di magnitudo superiore a 5.0 avevano colpito Sigi, danneggiando più edifici e strutture. Almeno 7 distretti a Sigi sono stati tagliati a causa di frane e strade danneggiate. 

#### Parigi Moutong
Segnalazioni di danni sono state ricevute anche da Parigi Moutong. Almeno una moschea e un tempio sono stati danneggiati dal terremoto. Anche molte abitazioni sono state danneggiate. Le autorità hanno dichiarato che almeno 15 persone a Parigi Moutong sono state uccise mentre altre 2 sono disperse.